# Chaunax stigmaeus
Chaunax stigmaeus (Engels: Redeye gaper) is een sedentaire, in de diepzee levende, vinarmige vissensoort die voorkomt langs de oostkust van Noord-Amerika, in de Atlantische Oceaan. De soort werd ontdekt in 1946, toen een exemplaar in een sleepnet werd aangetroffen.

## Kenmerken
Chaunax stigmaeus kan maximaal ongeveer 30 centimeter lang worden. Hij heeft een rond, ietwat ingedrukt lichaam met een opvallend grote kop. De bek is relatief groot, met een uitstekende onderkaak en in rijen staande tanden. De huid is zacht en zit los om het lichaam, vooral aan de onderzijde, en ligt in plooien om het dier. De huid is bedekt met minuscule haartjes, die de huid een fluwelen uiterlijk geven. Langs de laterale lijn komen opvallende open kanalen voor. De borstvinnen zijn relatief klein en bestaan uit 14 vinstralen. De rugvin is omgevormd tot een hengelachtig orgaan, het zogenaamde illicium, met aan het einde een soort "aas", de zogenaamde esca. De esca bestaat uit een cluster van filamenten met variërende dikte; donker aan de voorkant maar helder wit aan de achterkant. Het illicium heeft in de meeste exemplaren twee zwarte ringen.
Het dier is aan de bovenzijde olijfgroen van kleur met grote, onregelmatige vlekken, een tekening die over de borst-, rug- en staartvinnen doorloopt en voor camouflage zorgt. Bij levende dieren zijn de vlekken gelig; lichter van kleur dan de omgeving. Bij geprepareerde exemplaren worden de vlekken juist donkerder. De onderzijde is rossig van kleur, met diffuse lichtere vlekken. De rossige kleur loopt door over de zijkanten en over de onderkant van de bek tot aan de ogen. De iris is diep donkerrood.

## Voorkomen en leefwijze
Chaunax stigmaeus is aangetroffen van de Georges Bank voor de kust van New England tot het Blake Plateau voor de kust van South Carolina. De vis leeft langs de rand van het continentaal plat en de bovenste delen van de continentale helling, ver uit de kust. Hij leeft in de zone direct boven de oceaanbodem (de zogenaamde demersale zone), op dieptes tussen de 90 en 730 meter. De vis leeft daar bij voorkeur tussen fragmenten van afgestorven koraal (met name Lophelia pertusa).
Chaunax stigmaeus is een zogenaamde ambush predator, een predator die in hinderlaag op zijn prooi wacht. De vis ligt doorgaans op de oceaanbodem, daarbij rustend op de borstvinnen en aarsvin. De esca wordt heen en weer bewogen om prooien te lokken. Het dier komt alleen in beweging om een aangetrokken prooi te vangen of wanneer gevaar dreigt. Wanneer hij bedreigd wordt kan hij zich oprichten op de borstvinnen en tegelijkertijd snel veel water innemen, zodat het lichaam zich opblaast en het dier groter lijkt.
Sommige gevangen exemplaren overleefden de snelle verandering in temperatuur en druk toen ze naar de oppervlakte werden gebracht.